# Красный Холм (Ярославский район)
Красный Холм — посёлок в Ярославском районе Ярославской области России. 
В рамках организации местного самоуправления входит в Некрасовское сельское поселение; в рамках административно-территориального устройства включается в Некрасовский сельский округ. 

## География
Расположен на правом берегу реки Волга, в 6 км от северной границы города Ярославль и в 1 км к западу от центра Некрасовского сельского поселения (сельского округа) — посёлка Михайловский.

## Население
| 2007 | 2008 | 2010 |
| ---- | ---- | ---- |
| 213  | ↘211 | ↗217 |